# فیلیپ ریدلی
فیلیپ ریدلی (انگلیسی: Philip Ridley؛ زادهٔ ۱۹۶۴) نویسنده، فیلم‌نامه‌نویس، و نمایشنامه‌نویس اهل بریتانیا است.